# Passiflora kalbreyeri
Passiflora kalbreyeri är en passionsblomsväxtart som beskrevs av Maxwell Tylden Masters. Passiflora kalbreyeri ingår i släktet passionsblommor, och familjen passionsblomsväxter. Inga underarter finns listade i Catalogue of Life.